# Incidente ferroviario di Buenos Aires
L'incidente ferroviario di Buenos Aires, o anche disastro di Once, è stato un incidente ferroviario avvenuto presso la stazione di Once de Septiembre a Buenos Aires, in Argentina, il 22 febbraio 2012, consistito nello schianto di un treno della ferrovia Sarmiento contro la stazione.
Successive indagini hanno rivelato che lo schianto è stato provocato da un malfunzionamento dei freni che ha impedito al treno di fermarsi una volta giunto in stazione. L'incidente ha provocato 51 morti e almeno 789 feriti. Si è trattato del terzo peggior incidente ferroviario in Argentina per numero di morti dopo gli incidenti di Benavídez e Sa Pereira.

## Storia
Il convoglio ferroviario 16 era in servizio sulla ferrovia Sarmiento, gestita da Trenes de Buenos Aires (TBA), per operare il treno 3772 da Moreno a Once. Al suo ingresso presso la stazione di Once de Septiembre fu segnalata la velocità eccessiva del convoglio, intorno ai 50 km/h, che alle ore 8:33 si schiantò contro i paraurti della stazione.